# Farid Bougherara
Pour les articles homonymes, voir Bougherara.
Farid Bougherara (arabe : فريد بوغرارة) est un footballeur algérien né le 26 février 1980 à Ouled Mimoun dans la wilaya de Tlemcen. Il évoluait au poste de défenseur central.

## Biographie
Farid Bougherara évolue principalement en faveur du WA Tlemcen, où il joue pendant cinq saisons, et du CR Beni-Thour, où il joue également cinq saisons.
Avec l'équipe du WA Tlemcen, il dispute 81 matchs en première division algérienne entre 2002 et 2007, sans inscrire de but.